# Слонімське намісництво
Сло́німське намі́сництво (рос. Слонимское наместничество) — адміністративно-територіальна одиниця в Російській імперії в 1795–1796 роках. Адміністративний центр — Слонім. Створене 1795 року на основі Берестейського і Вітебського воєводств Великого князівства Литовського. Складалося з 8 повітів. 12 грудня 1796 року перетворене на Литовську губернію.